# 伯洛伊特學院
伯洛伊特學院（英語：Beloit College）是位於美國威斯康星州伯洛伊特的一所私立文理学院，由耶魯大學的一名畢業生亞倫·盧修斯·查賓（Aaron Lucius Chapin）成立於1846年。2015年《美國新聞與世界報道》在“全國文理學院”排名中將其列在第61位。